# Simon Beck (kunstenaar)
Simon Beck (1959, Londen) is een Engels kunstenaar die zijn werken creëert door door verse sneeuw te lopen.
Beck maakte als kind al geometrische vormen die gebaseerd waren op de koch-sneeuwvlok. Later maakte hij landkaarten voor zijn beroep. In 2004 begon hij met het maken van kunstwerken in de sneeuw. Door planmatig door de sneeuw te lopen creëren zijn voetstappen patronen die gebaseerd zijn op fractals en/of graancirkels. Hij gebruikt hierbij kompassen en telt zijn stappen. Daarna fotografeert hij het resultaat. In 2014 sprak hij op TED, maakte ontwerpen voor een kledingmerk en maakte zijn eerste tekening in strandzand. Tevens bracht hij het boek Snow Art uit, met afbeeldingen van zijn werken. Op dat moment had hij 175 sneeuwtekeningen gemaakt.